# Чарнецкий, Владислав
Владислав Чарнецкий (чеш. Vladislav Czarnecki; род. 12 августа 1937 года, Острава) — чешский дирижёр и альтист.
Окончил Остравскую консерваторию (1958) по классам альта, дирижирования и композиции, затем совершенствовался как альтист и дирижёр в Академии имени Яначека в Брно. Дебютировал как исполнитель, а затем и как дирижёр в составе Филармонического оркестра Брно, затем вернулся в Остраву, где возглавил камерный оркестр. В 1971—1982 гг. концертмейстер альтов в Оркестре итальянской Швейцарии. В 1986—2002 гг. возглавлял Камерный оркестр Юго-Западной Германии. Дирижировал также Бамбергским симфоническим оркестром, Камерным оркестром Лозанны и другими коллективами Швейцарии, Германии и Италии.